# Milan Stojanović (football, 1911)
Pour les articles homonymes, voir Stojanović.
Milan Stojanović (né le 28 décembre 1911 et mort à une date inconnue) était un joueur de football yougoslave (serbe).

## Biographie
Il a évolué au poste de gardien de but dans le championnat de Yougoslavie.
Il est surtout connu pour avoir participé à la coupe du monde 1930 en Uruguay, sélectionné par l'entraîneur serbe Boško Simonović, en tant que remplaçant du gardien titulaire Milovan Jakšić.